# Fire Garden
Fire Garden es un álbum de 1996 del guitarrista Steve Vai. Este es su cuarto álbum en solitario, ya que Alien Love Secrets es un EP.
Este CD se divide en dos "fases".
- Fase 1: es desde "Here's a Fire in the House" hasta "Fire Garden Suite" todos estos temas son instrumentales (con la excepción de la voz de fondo de Devin Townsend en "Whookam" y otro poco de voz en el final de "Fire Garden Suite ").

- Fase 2: es el resto del álbum, con la característica de que Vai acompaña con su voz en cada canción, excepto en "Warm Regards" que es instrumental.

El álbum fue concebido como un álbum doble, pero en el transcurso del tiempo Vai había oído hablar del nuevo formato de CD de 80 minutos (en lugar de 74 para estándar de CD), haciendo que ambos álbumes estén en un disco.
"Dyin'Day" fue coescrita por Ozzy Osbourne durante las sesiones de escritura para el álbum de Osbourne Ozzmosis, que fue lanzado en 1995. Otra canción escrita entre períodos de sesiones ("My Little Man") fue lanzada en Ozzmosis y se le atribuye en ese álbum, como coescritor a Vai.

## Listado de canciones
Todas las canciones escritas y compuestas por Steve Vai, excepto donde se indica. 
| Fase 1 |                                                                         |                                            |          |  |
| N.º    | Título                                                                  | Escritor(es)                               | Duración |  |
| 1.     | «There's a Fire in the House»                                           |                                            | 5:26     |  |
| 2.     | «The Crying Machine»                                                    |                                            | 4:50     |  |
| 3.     | «Dyin' Day»                                                             | Ozzy Osbourne / Vai                        | 4:29     |  |
| 4.     | «Whookam»                                                               |                                            | 0:29     |  |
| 5.     | «Blowfish»                                                              |                                            | 4:03     |  |
| 6.     | «The Mysterious Murder of Christian Tiera's Love»                       |                                            | 1:02     |  |
| 7.     | «Hand on Heart»                                                         |                                            | 5:25     |  |
| 8.     | «Bangkok»                                                               | Benny Andersson / Björn Ulvaeus / Tim Rice | 2:46     |  |
| 9.     | «Fire Garden Suite:"Bull Whip"/"Pusa Road"/"Angel Food"/"Taurus Bulba"» |                                            | 9:56     |  |

Todas las canciones escritas y compuestas por Steve Vai. 
| Fase 2 |                           |          |  |
| N.º    | Título                    | Duración |  |
| 10.    | «Deepness»                | 0:47     |  |
| 11.    | «Little Alligator»        | 6:12     |  |
| 12.    | «All About Eve»           | 4:37     |  |
| 13.    | «Aching Hunger»           | 4:45     |  |
| 14.    | «Brother»                 | 5:04     |  |
| 15.    | «Damn You»                | 4:31     |  |
| 16.    | «When I Was a Little Boy» | 1:18     |  |
| 17.    | «Genocide»                | 4:11     |  |
| 18.    | «Warm Regards»            | 4:06     |  |